# Joana Bento
Joana Morgadinho Bento (21 de julho de 1987) é uma advogada, deputada e política portuguesa. Ela é deputada à Assembleia da República na XIV legislatura pelo Partido Socialista.